# George Brown (Politiker, 1818)

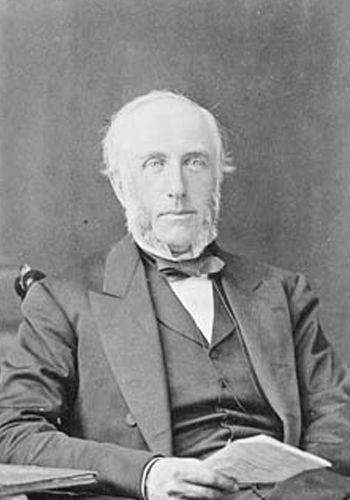
George Brown

George Brown (* 29. November 1818 in Alloa, Schottland; † 9. Mai 1880 in Toronto) war ein kanadischer Politiker, Verleger und Journalist. Brown gründete 1844 die Zeitung The Globe, die heute unter dem Namen The Globe and Mail die zweitgrößte Tageszeitung des Landes ist. Der einflussreiche Abolitionist war 1857 Gründer der Vorläufer der Liberalen Partei Kanadas und der Ontario Liberal Party. Vierzehn Jahre lang war Brown Unterhausabgeordneter in der Provinz Kanada, 1858 amtierte er während vier Tagen als Premierminister. Als einer der Väter der Konföderation gehört er zu den Wegbereitern des 1867 gegründeten kanadischen Bundesstaates. Ab 1873 vertrat er die Provinz Ontario im Senat, 1880 starb er an den Folgen eines Attentats.

## Biografie

### Publizistische Tätigkeit
Brown wurde in Alloa in der schottischen Grafschaft Clackmannanshire geboren. Der Sohn eines Großhändlers und Glasfabrikanten erhielt seine Schulbildung in Edinburgh. Wirtschaftliche Probleme hatten zur Folge, dass der Vater 1837 nach New York auswanderte, um einen Neubeginn zu wagen; sein Sohn begleitete ihn. Nachdem sie dort zunächst einen Kurzwarenladen führten, gründeten sie 1842 die Wochenzeitung British Chronicle, die sich zunehmend auf Nachrichten aus der benachbarten Provinz Kanada spezialisierte. 1843 zog George Brown nach Toronto und gründete mit Unterstützung reformorientierter Politiker die Zeitung The Globe. Sie erschien am 5. März 1844 zum ersten Mal und entwickelte sich zur führenden Zeitung Torontos (bis heute existiert sie unter dem Namen The Globe and Mail weiter und ist gemessen an der Auflage Kanadas zweitgrößte Tageszeitung).
Seinen publizistischen und wirtschaftlichen Einfluss nutzte Brown, um auf die Politik einzuwirken. 1848 berief ihn die Regierung der Provinz Kanada in eine Untersuchungskommission, die angebliches Fehlverhalten im Gefängnis von Kingston überprüfen sollte. Der 1849 veröffentlichte Bericht deckte schwere Misshandlungen der Gefangenen auf und bildete die Grundlage für eine Reform des Strafvollzugs. In seiner Zeitung veröffentlichte Brown Leitartikel, mit denen er die Sklaverei in den Südstaaten der USA anprangerte. Als Reaktion auf das 1850 erlassene Fugitive Slave Law unterstützte er finanziell die Gründung der kanadischen Anti-Sklaverei-Gesellschaft. Mitglieder dieser Gesellschaft halfen entflohenen Sklaven bei ihrer Flucht über die Underground Railroad nach Kanada.

### Parteigründer und Premierminister
Brown beschloss, selbst politisch aktiv zu werden und kandidierte im April 1851 bei einer Nachwahl in Haldimand County, unterlag aber William Lyon Mackenzie. Erfolgreich war er hingegen in Kent County bei der Unterhauswahl im Oktober desselben Jahres. Innerhalb der zersplitterten Opposition übernahm er bald eine Führungsrolle. 1857 vereinte Brown die Reformpartei und die radikaleren Clear Grits zu einer breiter abgestützten liberalen Partei. Aus dieser gingen zehn Jahre später die Liberale Partei Kanadas und die Ontario Liberal Party auf Bundes- bzw. Provinzebene hervor. Ziele der neuen politischen Bewegung waren die Trennung von Kirche und Staat, die Annektierung der von der Hudson’s Bay Company verwalteten weitläufigen Territorien im Nordwesten, ein effizienterer Staatsapparat und eine Wahlrechtsreform. Ab 1858 vertrat Brown einen Wahlbezirk in Toronto.
Die von John Macdonald und George-Étienne Cartier angeführte Regierung verlor Ende Juli 1858 eine Abstimmung über die zukünftige Hauptstadt und Alexander Tilloch Galt lehnte den Auftrag zur Regierungsbildung ab. Brown versuchte daraufhin zusammen mit Antoine-Aimé Dorion eine neue Regierung zu bilden, obwohl er ebenfalls über keine stabile Mehrheit verfügte. Er verlor aus diesem Grund ein Misstrauensvotum, woraufhin er nach nur vier Tagen im Amt am 6. August 1858 als Premierminister zurücktrat. Die politische Instabilität der Provinz Kanada um 1860 bewog Brown dazu, sich für einen föderalen Bundesstaat einzusetzen, der alle Kolonien in Britisch-Nordamerika umfassen sollte. Aufgrund einer längeren Krankheit konnte er 1861 kaum Wahlkampf betreiben und verlor bei der Unterhauswahl seinen Sitz. Er trat wieder vermehrt als Publizist und Investor in Erscheinung und hielt sich 1862 ein halbes Jahr lang in seiner alten Heimat auf, wo er Anne Nelson heiratete. Mit ihr hatte er zwei Söhne und drei Töchter.

### Kanadische Konföderation

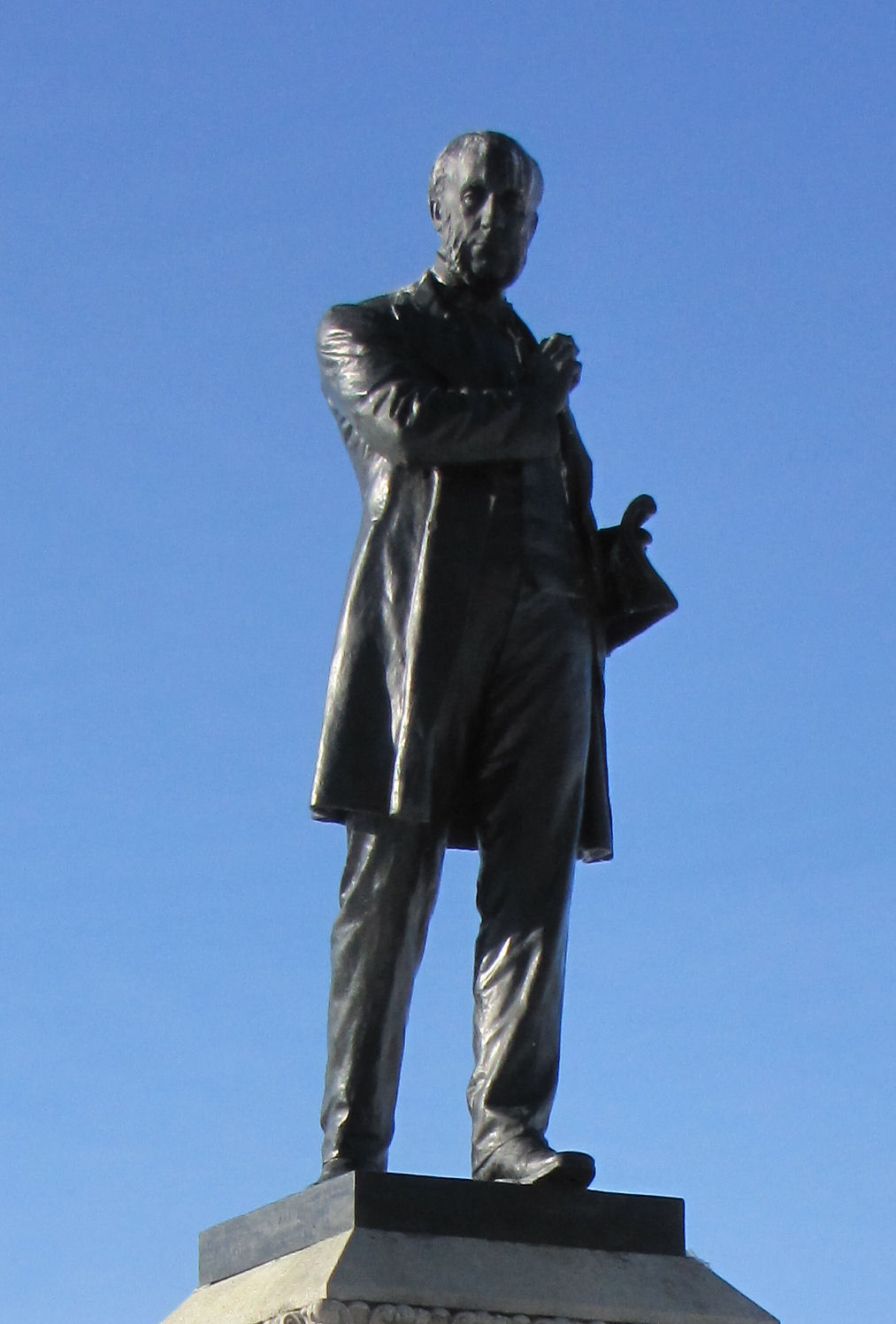
Statue auf dem Parliament Hill in Ottawa

Mit einem Sieg bei einer Nachwahl im Wahlbezirk South Oxford kehrte Brown im März 1863 in die Politik zurück. Ab Juni 1864 leitete er eine Parlamentskommission, die das Bundesstaatsprojekt vorantreiben konnte. Konservative und Liberale bildeten daraufhin eine große Koalition, um auf dieses Ziel hinzuarbeiten; Brown schloss sich dem von John Macdonald und Étienne-Paschal Taché angeführten Kabinett an. Im September bzw. Oktober 1864 nahm er an der Charlottetown-Konferenz und an der Québec-Konferenz teil, wo er den Delegierten anderer Kolonien die verfassungsrechtlichen Grundlagen der neuen Kanadischen Konföderation vorstellte. Anschließend verhandelte er mehrere Male mit der britischen Regierung und den zögerlichen Seeprovinzen über diese Neuordnung.
Im September 1867, zwei Monate nach der Gründung Kanadas, kandidierte Brown bei der ersten kanadischen Unterhauswahl und bei der Wahl zur Legislativversammlung von Ontario. Jedoch gelang es ihm beide Male nicht, gewählt zu werden. Er zog sich vorübergehend aus der Politik zurück, blieb aber dennoch einflussreich. Beispielsweise konnte er Oliver Mowat überzeugen, sein Richteramt aufzugeben und Premierminister Ontarios zu werden. Nach dem Auffliegen des Pacific-Skandals attackierte er John Macdonald unablässig, bis die konservative Bundesregierung schließlich im November 1873 zurücktreten musste. Der neue liberale Premierminister Alexander Mackenzie ernannte Brown einen Monat später zum Senator. In der sessionsfreien Zeit widmete er sich seiner Zeitung und der Viehzucht. 1879 lehnte er die ihm angebotene Ritterwürde ab.

### Attentat und Tod

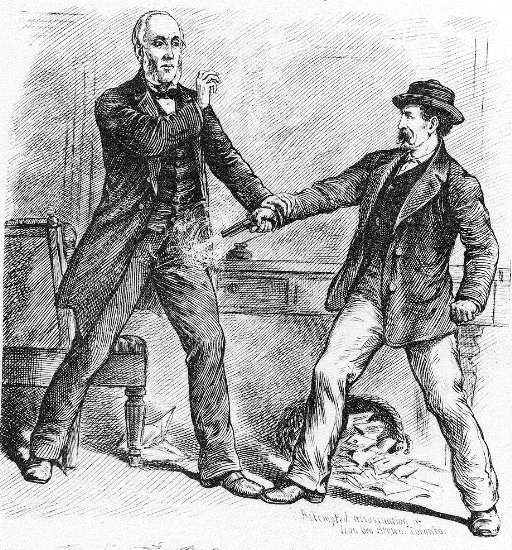
Attentat

Am 25. März 1880 betrat George Bennett, ein entlassener Druckereiangestellter des Globe, Browns Büro. Es kam zu einer Auseinandersetzung, woraufhin der angetrunkene Bennett eine Pistole auf ihn richtete. Brown versuchte die Pistole an sich zu nehmen, worauf sich ein Schuss löste und ihn am Oberschenkel traf. Bennett wurde rasch überwältigt. Die Wunde schien zunächst nicht gefährlich zu sein, entzündete sich jedoch zu einem Gangrän. Brown erkrankte schwer und starb sieben Wochen später.

## Ehrungen
Am 31. Mai 1950 ehrte die kanadische Regierung, vertreten durch den für das Historic Sites and Monuments Board of Canada zuständigen Minister, Brown für sein umfangreiches Wirken und erklärte ihn zu einer „Person von nationaler historischer Bedeutung“.